# Templo funerario de Mentuhotep II

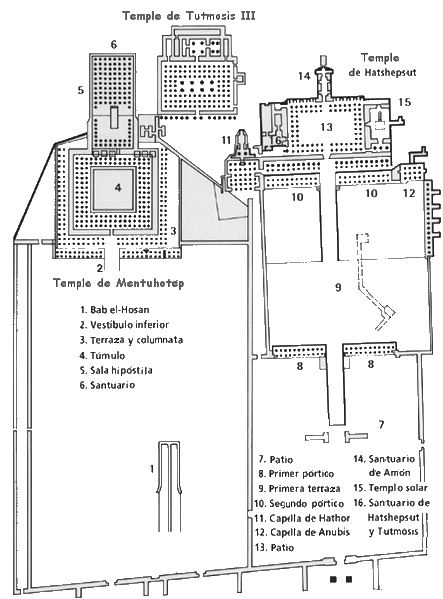
Planta del Templo de Mentuhotep II en Deir el-Bahari, a la izquierda: 1 Bab el-Hosan; 2 Vestíbulo inferior; 3 Terraza con columnata; 4 Túmulo; 5 Sala hipóstila; 6 Santuario.

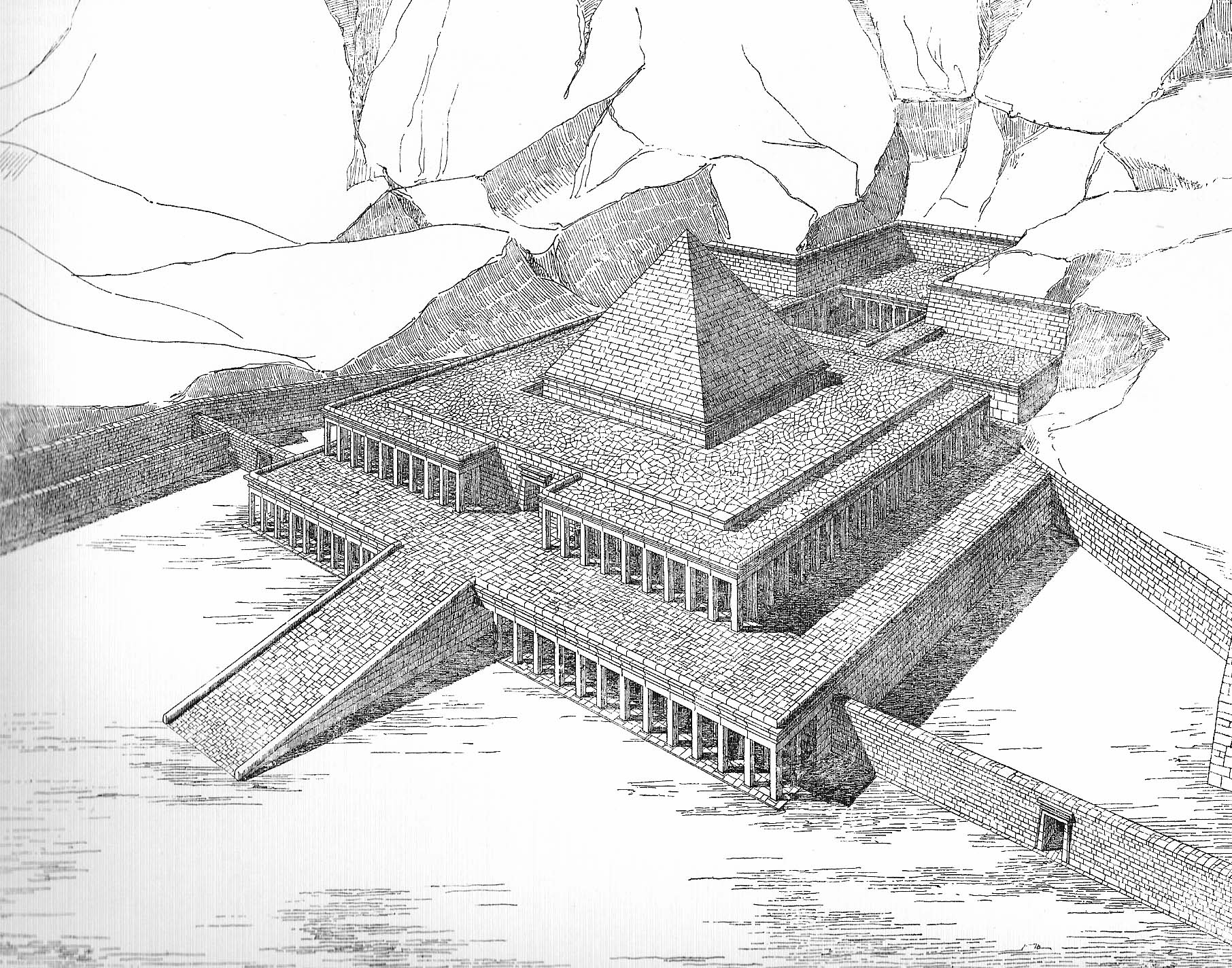
Reconstrucción del Templo de Mentuhotep II propuesta por Édouard Naville. Hoy se sabe que no pudo terminar en pirámide pues habría colapsado. En realidad sería una pirámide truncada.

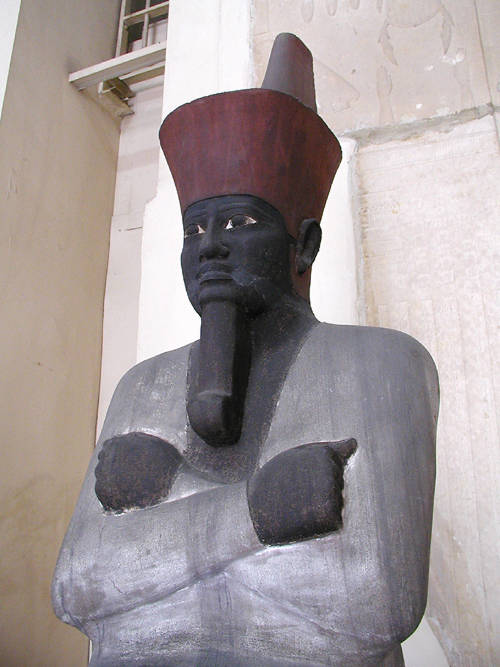
Estatua de Mentuhotep II sentado con traje de jubileo y corona roja del Bajo Egipto encontrada en el cenotafio de Bab el-Hosan. Museo de El Cairo.

El Templo funerario de Mentuhotep II se encuentra en la orilla occidental del Nilo, en Deir el-Bahari, al pie de su impresionante circo de escarpadas montañas y enfrente de la Tebas del Antiguo Egipto. Fue construido por Mentuhotep II, faraón de la Dinastía XI que reunificó Egipto tras la fragmentación del primer periodo intermedio y dio paso al nacimiento del Imperio Medio.
Proveniente de Hermontis, ciudad consagrada al dios Montu próxima a Tebas, y donde construyó un templo dedicado a la divinidad, pensó en realizar su propio templo funerario en un lugar más majestuoso, como una especie de complejo conmemorativo que no sólo recordara la conquista del Bajo Egipto y la reunificación de las dos tierras, sino que lo mantuviera para toda la eternidad y estuviera dedicado a su divinización.
El inusual complejo, coronado en lo alto por una representación de la colina primigenia como símbolo de la creación del mundo y el nacimiento diario del sol, en forma de pirámide truncada, elevada al cielo y con una orientación solar de este a oeste, adoptó la estructura de los templos funerarios del Imperio Antiguo, compuestos por un templo del valle con una calzada o rampa monumental que conducía al templo funerario. La diferencia es que la sepultura detrás ya no será una pirámide, sino todo un complejo funerario con cámaras excavadas en la roca.
Este esquema funerario solar lo completó con el esquema osiríaco, al estar su tumba excavada en la roca de la zona occidental, punto cardinal donde se situaba el reino de los muertos y lugar de residencia de la diosa Hathor, que es la que recibe y protege a los difuntos.
La parte frontal del templo lo dedicó a los dioses Montu y Amón, con quien Mentuhotep II se identificó siguiendo la estela de los templos solares de la Dinastía V.

## Características del templo
Situación: 25°44′14″N 32°36′23″E / 25.73722, 32.60639
El antiguo templo del valle está hoy día cubierto por tierras de cultivo aunque aun se puede observar parte de la calzada monumental de más de 950 m, flanqueada por estatuas de Mentuhotep II representado como Osiris, que lo unía a la gran explanada del patio delante del templo funerario. Según Nicolás Grimal, "El fondo del patio estaba delimitado por un doble pórtico, en el centro del cual, una rampa flanqueada por 55 tamariscos y dos filas de cuatro sicómoros que resguardaban cada uno la estatua sedente del rey vestido para la Fiesta Sed, que daba acceso a la terraza. El arquitecto real anticipó en milenios el concepto de "arquitectura vegetal".
Fue allí donde se construyó por primera vez las diferentes partes de un templo en terrazas de distintas alturas, lo mismo que la columnata o pórtico situada al fondo del patio. Esta disposición inspiraría más de quinientos años después a Senemut para la construcción del Templo funerario de Hatshepsut, vecino a éste.
La parte trasera del patio y la terraza contienen columnas decoradas con bajorrelieves de procesiones, barcas, temas de caza y escenas mostrando los logros militares del faraón. Fueron encontradas aquí también seis estatuas de granito negro del faraón de la duodécima dinastía Sesostris III, que este donó al templo donde recibía culto el difunto Mentuhotep y el dios Montu.
Se accedía así a una gran sala hipóstila en cuyo centro, una base sostenía lo que durante mucho tiempo, muchos arqueólogos como Édouard Naville suponían que era una pirámide, pero que en realidad se trataba de un túmulo primordial en forma de pirámide truncada. Esta terraza con columnas cubre las capillas funerarias de cinco esposas reales y sacerdotisas de Hathor, y una princesa niña. 
Desde la terraza se accede a una columnata que introduce a otro patio peristilo y sala hipóstila decorada con escenas de ofrendas. Un pasaje subterráneo de 150 m conduce a la tumba real y a las instalaciones de culto, excavadas en la roca. Simboliza el inframundo de la mitología egipcia. La zona de culto asocia a Mentuhotep II con Amón-Ra, prefigurando las Moradas de los Millones de Años de las dinastías del Imperio Nuevo.
En el patio hay una apertura llamada Bab el-Hosan (La Puerta del Jinete), llamada así porque el caballo de Howard Carter tropezó en una depresión en ese lugar, que hizo excavar y encontró un pasaje subterráneo que conduce a una tumba cenotafio que albergaba un lienzo que envolvía la estatua sedente del rey vestido para la Fiesta Sed, un sarcófago vacío y varias ofrendas. La estatua, de piedra arenisca, tiene pintada su cara en color negro como símbolo de regeneración y lleva la corona roja del Bajo Egipto. El acceso a esta cámara abovedada se encuentra actualmente tapado.
En el complejo existen también otras tumbas dedicadas a las esposas del rey. La de la esposa principal, Tem, madre de Mentuhotep III tiene una posición destacada, cerca de la del rey, y separada de las de las otras reinas, Aashyt, Sadeh, Kawit, Kemsit y Henhenet. El sarcófago de la reina Kawit, ahora en el Museo de El Cairo, destaca por sus relieves tallados.

## Posteriormente
Mentuhotep II inició en el templo La Bella Fiesta del Valle, que sería una de las más populares e importantes fiestas de la región tebana. Se celebraba anualmente en Tebas y en ella una procesión salía de Karnak con la estatua de Amón Ra en su barca divina, para visitar la necrópolis y los templos de los reyes fallecidos, llegando hasta Deir el-Bahari donde permanecía una noche antes de regresar al día siguiente.
Su lugar como punto final de la procesión de la Bella Fiesta del Valle fue después ocupado por el gran templo de Hatshepsut, que ella levantó al lado derribando otro menor que había sido erigido por Amenhotep I. El sucesor de la reina faraón, Tutmosis III, aprovechó el espacio entre ambos para levantar su propio templo funerario.
El culto continuó hasta la XX dinastía, cuando bajo Ramsés VI comenzó su demolición para aprovechar sus materiales para otra construcción. Pero desde el templo de Tutmosis III, que también fue demolido, enormes masas de escombros se desprendieron al socavar los muros de contención, y el consecuente deslizamiento de tierras sepultó el templo de Mentuhotep.